# Grzbietopręg jadowity
Grzbietopręg jadowity, grzbietopręg indyjski (Hydrophis schistosus) – gatunek węża z rodziny zdradnicowatych i podrodziny Hydrophiinae. Jeden z najbardziej niebezpiecznych dla człowieka gatunków węży morskich.

## Zasięg występowania
Grzbietopręg jadowity żyje w przybrzeżnych wodach północnego Oceanu Indyjskiego (włącznie z Zatoką Perską) i zachodniego Oceanu Spokojnego. Wąż ten jest często spotykany w ujściowych partiach rzek.

## Charakterystyka
Grzbietopręg jadowity jest dużym wężem osiągającym przeciętnie 110 cm, rzadko przekraczającym 140 cm długości. Ubarwiony na szaro z metalicznym, niebieskawym połyskiem. Gatunek agresywny. Żywi się rybami.

## Jadowitość
Jad grzbietopręga jadowitego jest bardzo silny, dla człowieka bardzo niebezpieczny. Około 90% śmiertelnych ugryzień przez węże morskie spowodowanych jest atakiem Hydrophis schistosus.